# Батардо
Батардо́ (фр. batardeau — временная плотина; перемычка; запруда; шандорное заграждение) — внешняя вспомогательная крепостная постройка, возводимая во рвах приречных крепостей, представляющая собой каменную или кирпичную плотину с водяными воротами в крепостном рве для преграждения доступа в ров воды или впуска воды в ров и регулирования её уровня на требуемой высоте.
На плотине часто устанавливается небольшая башенка (турель) и подводная металлическая ограда, цель которых — исключить возможность для неприятеля использовать батардо как переправу.

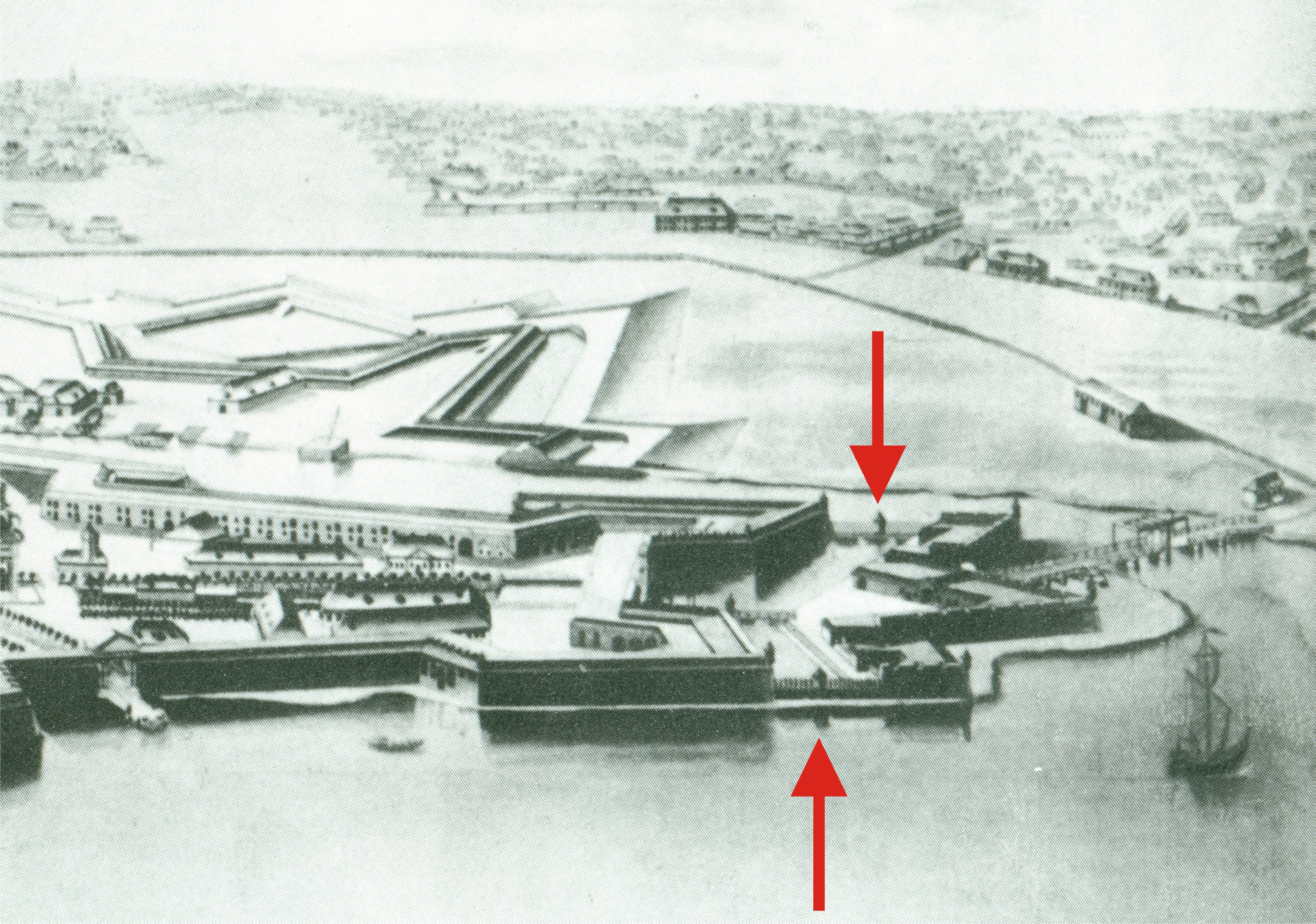
Батардо, отмечены стрелками, Петропавловской крепости.
Проект батардо мостового прикрытия крепости Динабург, 1817 год.